# Lisa Nicole Carson
Lisa Nicole Carson (ur. 12 lipca 1969) – amerykańska aktorka.

## Kariera
Lisa Nicole Carson jest najbardziej znana z roli Renée Radick w serialu Ally McBeal (1997–2001) oraz roli w serialu Ostry dyżur (1996–2001). Obie role zyskały pochwałę krytyki. W 2000 roku pojawiła się wśród "10 najseksowniejszych kobiet" ("The 10 Sexiest Women of the Year") magazynu "Black Men Magazine". W 2001 roku została zwolniona, z powodu jej "nieprzyjemnego nastawienia", wahania nastrojów, zażywania narkotyków oraz pracowania w stanie nietrzeźwości. 

## Filmografia
- Po wstrząsie (Aftershock: Earthquake in New York) (1999) - Evie Lincoln
- Ally (1999-2000) - Renée Radick
- Życie (Life) (1999) - Sylvia
- Damon (1998) - Porucznik Byrne (gościnnie)
- Miłość od Trzeciego Spojrzenia (Love Jones) (1997) - Josie Nichols
- Magia Batistów (Eve's Bayou) (1997) - Matty Mereaux
- Ally McBeal (1997-2002) - Renée Raddick
- W bagnie Los Angeles (Devil in a Blue Dress) (1995) - Coretta James
- Divas (1995) - Jewel
- Ostry dyżur (ER) (1994) - Carla Simmons McGrath
- Magia Miłości (Jason's Lyric) (1994) - Marti
- Let's Get Bizzee (1993)
- Lifestories: Families In Crisis (1993) - Jenny (gościnnie)
- Prawo i porządek (Law & Order) (1990) - Jasmine (gościnnie)
- Bill Cosby Show (Cosby Show, The) (1984-1992) - Kobieta w tłumie (nie wymieniona w czołówce) (gościnnie)